# 鸡雀湖
鸡雀湖是一个位于中国江苏省姜堰市的湖泊，面积约为2平方千米，平均水深约为2米，蓄水量约为400万立方米。